# Блокування YouTube (2024)

Логотип YouTube з 2024 - дотепер

Блокування YouTube (або — уповільнення YouTube, або — повне блокування YouTube) — блокування американського відеохостингу YouTube у Росії, яке сталося 23 грудня 2024 року. 

## Опис
Розмови про блокування YouTube в рф почалися ще у 2022 році, але ніякої загрози для блокування не було, вже після сповільнення роботи YouTube у 2024 році, почались розмови з приводу повного блокування сервісу по всій території рф. З 2022 по 2023 рік в Росії не було жодної альтернативної соцмережі, яка б могла замінити YouTube, але Компанія ВКонтакті заявила що буде заміною YouTube, якщо станеться блокування.
YouTube у Росії потенційно може повністю заблокувати сервіс потокового відео, якщо він не сплатить штрафи і не відновить акаунти росіян, які були видалені з платформи. Заступник голови комітету Держдуми з інформаційної політики, інформаційних технологій і зв'язку Олег Матвейчев у бесіді з NEWS.ru заявив, що подібних розмов на даний момент не ведеться.
Кадиров припустив, що блокування YouTube у Росії, як і в Китаї, призведе до розвитку власних сайтів. Незважаючи на те, що журналіст заявив, що в Чечні немає власних соціальних мереж, глава Чечні уточнив, що російські медійні діячі все ще покладаються на зарубіжні веб-сервіси.

## Деградація
Депутат Госдуми Олександр Хінштейн заявив 25 липня, що швидкість завантаження YouTube у Росії може знизитися на 40 % цього тижня і до 70 % наступного. Це уповільнення актуальне тільки для комп'ютерів.
За словами Хінштейна: Приниження YouTube було спрямоване не проти російських користувачів, а скоріше проти адміністрації іноземного ресурсу, яка до сих пір вважає, що може без наслідків порушувати та ігнорувати наше законодавство.
Хінштейн дав пояснення до своєї заяви. За його словами, YouTube може зіткнутися з уповільненням швидкості завантаження відео наступного тижня, якщо з'ясується, що відеоконтент не використовується на сайті. Депутат парламенту повідомив, що Google має значну присутність на серверах у Росії, на яких зберігається 80 % відеоконтенту, що переглядається російськими користувачами. Оскільки компанія ніколи не створювала власних центрів зберігання даних і не мала інвестицій у Росії, їй також не вистачає російської інфраструктури. Хінштейн пропонує постійно обслуговувати і замінювати обладнання відповідно до вимог. 
У 2022 році YouTube частково вимкнув монетизацію всім російським каналам та блогерам (повне вимкнення сталось — у 2024 році).
1 березня 2024 року було прийнято рішення про блокування VPN-сервісів які допомагають обходити уповільнення або блокування в YouTube. Після новини про уповільнення або блокування YouTube росіяни почали масово скаржитись на збій роботи сервісу, і почали шукати обхід уповільнення або блокування YouTube (не дивлячись на те що VPN-сервіси 1 березня заблоковані).
Також компанія Google у зв'язку з уповільненням YouTube прийняло рішення про повне вимкнення монетизації всім російським блогерам а також по всій території росії, після цього росіяни почали масово змінювати країну де вони зробили свої аккаунти щоб уникнути блокування монетизації. Google повідомив що дохід за липень буде виплачений з 21 по 26 серпня, після цього монетизації в YouTube російським блогерам, Google більше не проводитиме.
Повне блокування YouTube в Росії очікувалося у вересні 2024 року. На початку вересня 2024 року, згідно з аналізом користувацького трафіку Vigo, швидкість роботи YouTube у Росії впала до найнижчого рівня. Результати показали, що для користувачів стаціонарних мереж середній час запуску відео зріс майже в 10 разів: з 1,21 сек на початку червня до 11,01 сек у вересні. У мобільних мережах швидкість завантаження також впала більш ніж удвічі, з 1,76 сек до 3,83 сек. Кількість роликів, які завантажуються більше трьох секунд, збільшилася з 2,8 % у червні до 56,7 % у вересні. Уповільнення роботи YouTube також позначилося на зниженні популярності платформи вдвічі, а кількість переглядів скоротилася на 52 %.
За даними Google, 23 грудня 2024 року трафік на платформі з Росії впав до 20 % від середніх значень, які фіксувалися до серпня 2023 року.

## Блокування російських каналів
У 2022 році серед заблокованих каналів опинилися «Соловйов LIVE», «Крим-24», RT, РБК ТБ, НТВ і російський телеканал Ради Федерації які належать російським телеканалам та інші телеканали які мають YouTube канали.
Раніше YouTube заблокував канал В'ячеслава Манучарова «Сопереживание Манучи», канал письменника Захара Прилєпіна, а також канал російських музикантів, зокрема Поліни Гагаріної, Григорія Лепса, Shaman, Юлії Чичеріної та Олега Газманова.
В 2024 році YouTube заборонив 83 каналам російських державних ЗМІ і громадським діячам доступ до контенту YouTube на відеохостингу YouTube. З 2020 року платформа обмежувала доступ тільки до 207 каналів.
Станом на 26 липня 2024 року відеохостинг YouTube заблокував 200 російських каналів, із них 80 — поточного 2024 року.
8 серпня 2024 року на всій території РФ почалося масове припинення з'єднання з відеохостингом YouTube. Проблеми присутні як у роботі сайту, так і мобільного додатку.

### Ростелеком
У «Ростелекомі» повідомили про зростання скарг користувачів на зниження якості завантаження відео на YouTube, особливо у форматах HD і 4K.
Повідомляється, що технічні проблеми зі швидкістю завантаження відео з YouTube викликають занепокоєння у користувачів, як заявила компанія 12 липня. Причиною цього стали технічні проблеми, що виникли під час роботи обладнання Google в Росії, підтвердили в російському інформаційному агентстві «Ростелеком» але компанія Google заявила що уповільнення роботи YouTube сталось не через їх обладнання, а через те що сам Ростелеком і інші компанії рф самі влаштували уповільнення YouTube.
Повідомляється, що російські компанії вирішили зупинити уповільнення YouTube, але Роскомнадзор заборонив це робити.

## Результати блокування
30 жовтня, як повідомила телерадіокомпанія CNN, Росія оштрафувала Google на 20 децильйонів доларів. Штраф накладено через відмову сплачувати раніше накладені штрафи за блокування прокремлівських каналів на YouTube. Практично штраф за своїм розміром (~ близько 20 мільярдів трильйонів трильйонів доларів) затьмарює розмір всієї світової економіки.
Повне блокування сталося 23 грудня 2024 року